# Persnäs AIF
Persnäs Allmänna Idrottsförening, ibland förkortat till PAIF, är en idrottsförening på Öland. Föreningens hemmaplan heter Solvallen cirka 25 km norr om Köpingsvik. Föreningen disponerar även lokal: Persnäsgården. Bland de spelare som fostrats i klubben finns Zlatan Azinovic. 

## Sektioner
- Fotboll
- Bingo
- Gymnastik

## PAIF-Cupen
Föreningen arrangerar i januari varje år inofficiella ölandsmästerskap i inomhusfotboll. Den tyngsta inomhusturneringen på ön som fyller sporthallen i Borgholm.